# Алгократія

Алгократія

Алгократія (також відома як алгоритмічне регулювання, регулювання за допомогою алгоритмів, алгоритмічне управління та алгоритмічний правовий порядок) — альтернативна форма державного чи соціального впорядкування, де використання комп'ютерних алгоритмів, особливо штучного інтелекту та блокчейну, застосовується до нормативно-правових актів, правоохоронних органів і взагалі будь-яких аспектів повсякденного життя, таких як пересування за допомогою транспорту або реєстрація землі. Термін «алгократія» з'явився в науковій літературі як альтернатива «алгоритмічному управлінню» у 2013 році. Споріднений термін алгоритмічне регулювання означає встановлення стандарту, моніторинг та модифікація процесів за допомогою обчислювальних алгоритмів — автоматизація судової влади є частиною цього процесу.
Алгократія ставить нові виклики, які не зображені в літературі з електронного урядування та в практиці державного управління. Деякі джерела ототожнюють кіберократію, яка є гіпотетичною формою правління, що управляє шляхом ефективного використання інформації, з алгоритмічним управлінням, хоча алгоритми не є єдиним засобом обробки інформації. Нелло Крістіаніні та Тереза Скантамбурло стверджували, що поєднання людського суспільства та певних алгоритмів регулювання (наприклад, оцінка на основі репутації) утворює соціальний механізм.

## Історія появи алгократії
У 1962 році директор Інституту проблем передачі інформації РАН у Москві (згодом Інститут Харкевича) Олександр Харкевич опублікував у журналі «Комуніст» статтю про комп'ютерну мережу для обробки інформації та управління економікою. Фактично він запропонував розробити мережу на зразок сучасного Інтернету для потреб алгоритмічного управління. Це викликало серйозне занепокоєння серед аналітиків ЦРУ. Зокрема, Артур М. Шлезінгер-молодший попереджав, що «до 1970 року в СРСР може з'явитися кардинально нова технологія виробництва, до якої будуть залучені всі підприємства чи комплекси галузей, керовані замкнутою системою зворотного зв'язку з використанням комп'ютерів, які навчаються самостійно».
У період з 1971 по 1973 рік уряд Чилі, коли президентом був Сальвадора Альєнде реалізував проєкт Сайберсін. Він був спрямований на побудову розподіленої системи підтримки прийняття рішень для покращення управління національною економікою.

Також у 1960-х і 1970-х роках Герберт А. Саймон відстоював експертні системи як інструменти для раціоналізації та оцінки адміністративних процесів. Автоматизація процесів, заснованих на правилах, була амбітним завданням податкових органів протягом багатьох десятиліть, що мало перемінний успіх. Ранні роботи цього періоду включають впливовий проєкт Торна Маккарті TAXMAN у США та проєкт Рональда Стемпера LEGOL у Великій Британії. У 1993 році вчений у сфері комп'ютерів Пол Кокшотт з університету Глазго і економіст Аллін Коттрелл з університету Вейк-Форест опублікували книгу «На шляху до нового соціалізму», в якій вони стверджують можливість існування демократичної планованої економіки, побудованої за допомогою сучасних комп'ютерних технологій. Суддя Майкл Кірбі опублікував у 1998 році доповідь, де висловив оптимізм щодо того, що наявні на той час комп'ютерні технології, такі як правова експертна система, можуть еволюціонувати до комп'ютерних систем, що сильно вплине на практику судів. У 2006 році адвокат Лоуренс Лессіг, відомий гаслом «Код є закон», писав:
«Невидима рука кіберпростору створює архітектуру, яка повністю протилежна її архітектурі на момент її народження. Ця невидима рука, підштовхнута урядом і комерцією, створює архітектуру, яка вдосконалить контроль і зробить можливим високоефективне регулювання»
З 2000-х років розроблені та використовуються алгоритми для автоматичного аналізу відеоспостереження.
У своїй книзі 2006 року «Virtual Migration» А. Аніш розробив концепцію алгократії — інформаційні технології обмежують участь людини у прийнятті державних рішень. Аніш розрізняв алгократичні системи від бюрократичних (юридично-раціональне регулювання), а також від ринкових систем (регулювання на основі цін). У 2017 році Міністерство юстиції України проводило експериментальні публічні аукціони з використанням технології блокчейн для забезпечення прозорості та запобігання корупції в державних операціях. «Алгократія?» була центральною темою, представленою на конференції Data for Policy 2017, що відбулася 6-7 вересня 2017 року в Лондоні, Велика Британія. Однією с сучасних українських онлайн платформ для аукціонів є Прозорро.Продажі.

## Приклади

### Розумні міста
Розумне місто — це міська зона, де за допомогою зібраних даних спостережень, будуть покращуватися різні діяльності у цій місцевості. Збільшення обчислювальної потужності дозволяє більш автоматизовано приймати рішення та замінювати державні установи алгоритмічним управлінням. Зокрема, комбіноване використання штучного інтелекту та блокчейну для IoT може призвести до створення стійких екосистем розумного міста. Розумне вуличне освітлення в Глазго є прикладом переваг, які приносить застосування алгоритмів ШІ.
Криптовалютний мільйонер Джеффрі Бернс запропонував керувати органами місцевого самоврядування за допомогою технологічних фірм в Неваді у 2021 році. У 2018 році Бернс купив 67 000 акрів (271 км²) у сільському окрузі Сторі, штат Невада, за 170 000 000 доларів (121 000 000 фунтів стерлінгів), щоб розробити розумне місто з понад 36 000 жителів, які будуть генерувати річний обсяг виробництва вартістю $4,600,000,000. У місті буде дозволено використовувати криптовалюту для платежів.
У Саудівській Аравії проєктувальники The Line стверджують, що ШІ буде контролювати місто, щоб покращити життя за допомогою даних і прогнозного моделювання.

### Системи репутації
Тім О'Рейлі припустив, що джерела даних і системи репутації, об'єднані в алгоритмічне регулювання, можуть перевершувати традиційні правила. Наприклад, після того, як пасажири оцінять водіїв таксі, якість їхніх послуг автоматично покращиться, а «водії, які надають неякісні послуги, зникнуть». Пропозиція О'Рейлі заснована на теорії управління концепцією циклу зворотного зв'язку — покращення та погіршення репутації забезпечують бажану поведінку. Використання зворотного зв'язку для управління соціальними системами вже було запропоновано в управлінні у кібернетиці Стаффордом Біром раніше.
Ці зв'язки досліджують Нелло Крістіаніні та Тереза Скантамбурло у своїх роботах, де система оцінки репутації моделюється як стимул, який надається громадянам і обчислюється соціальним механізмом, щоб раціональні агенти були мотивовані підвищувати свій бал, адаптуючи свою поведінку. Деякі етичні аспекти цієї технології все ще обговорюються.
Система соціального кредитування Китаю тісно пов'язана з китайськими системами масового спостереження, такими як Skynet, яка включає систему розпізнавання облич, технологію аналізу великих даних та штучний інтелект. Ця система забезпечує оцінку надійності окремих осіб і підприємств. Серед поведінки, яку система розцінює як неправомірну, є перехід вулиці в недозволеному місці та неправильне сортування особистих відходів. Поведінка, зазначена як позитивні фактори кредитного рейтингу, включає донорство крові, пожертвування на благодійність, добровільні громадські роботи тощо. Китайська система соціального кредиту дозволяє покарати «ненадійних» громадян, наприклад, відмовляючи їм в купівлі квитків, і нагороджує «надійних» громадян, даючи можливість менше часу очікувати в лікарнях та державних установах тощо.

### Розумні контракти
Розумні контракти, криптовалюти та децентралізована автономна організація згадуються як засоби заміни традиційних способів управління. Криптовалюти — різновид цифрової валюти, емісія та облік якої виконується децентралізованою платіжною системою повністю в автоматичному режимі, тобто без державного центрального банку. Цифрова валюта центрального банку часто використовує подібну технологію, але відрізняється тим, що вона використовує центральний банк, тобто є централізованою. Найближчим часом ці технології будуть застосовуватись великими профспілками та урядами, такими як Європейський Союз та Китай.
Смарт-контракти — це контракти, що виконуються самостійно, цілями яких є зменшення потреби в довірених державних посередниках, арбітражі та витратах на примусове виконання.
Децентралізована автономна організація — це організація, представлена розумними контрактами, яка є прозорою, контролюється акціонерами та не піддається впливу центрального уряду. Смарт-контракти обговорювалися для застосування в таких випадках, як використання в трудових договорах та для автоматичної передачі коштів і майна (тобто спадкування, при реєстрації свідоцтва про смерть). Деякі країни, такі як Грузія та Швеція, вже запустили програми блокчейну, зосереджені на власності (право власності на землю та нерухомість). Україна також розглядає інші сфери, такі як державні реєстри.

### Алгоритми в державних установах
Згідно з дослідженням Стенфордського університету, 45 % досліджених федеральних установ США експериментували зі штучним інтелектом та пов'язаними з ним інструментами машинного навчання до 2020 року. Федеральні агентства США підрахували наступну кількість випадків застосувань штучного інтелекту:
| Назва агентства                                                        | Кількість випадків використання |
| ---------------------------------------------------------------------- | ------------------------------- |
| Управління програм правосуддя                                          | 12                              |
| Комісія з цінних паперів і бірж                                        | 10                              |
| Національне управління з аеронавтики і дослідження космічного простору | 9                               |
| Управління з продовольства і медикаментів                              | 8                               |
| Геологічна служба США                                                  | 8                               |
| Поштова служба США                                                     | 8                               |
| Управління соціального захисту                                         | 7                               |
| Бюро патентів і товарних знаків США                                    | 6                               |
| Бюро статистики праці США                                              | 5                               |
| Митна та прикордонна охорона США                                       | 4                               |

У 53 % цих випадків проєкти було реалізовано за допомогою власних експертів. Одним з комерційних постачальників в інших випадках був Palantir Technologies.
Починаючи з 2012 року NOPD розпочав співпрацю з Palantir Technologies у сфері передбачення злочинності. Окрім програмного забезпечення Gotham від Palantir, поліцейські органи (наприклад, NCRIC), використовують інші подібні програми (для чисельного аналізу), такі як SAS.
У боротьбі з відмиванням грошей FinCEN використовує систему штучного інтелекту FinCEN (FAIS).
Національні установи та організації охорони здоров'я, такі як AHIMA (Американська асоціація управління інформацією про охорону здоров'я), мають медичні картки. Медичні картки служать центральним сховищем для планування догляду за пацієнтами та документування спілкування між пацієнтом і медичним працівником, а також професіоналами, які сприяють догляду за пацієнтом. В ЄС триває робота над створенням Європейського простору даних охорони здоров'я, який підтримує використання даних про здоров'я.
Міністерство внутрішньої безпеки США використало програмне забезпечення ATLAS, яке працює в хмарному середовищі Amazon Cloud. Воно просканувало понад 16,5 мільйонів записів натуралізованих американців і позначило приблизно 124 000 з них для ручного аналізу та розгляду співробітниками USCIS щодо денатуралізації. Вони були помічені через потенційне шахрайство, проблеми громадської безпеки та національної безпеки. Деякі проскановані дані надійшли з бази даних виявлення терористів та Національного центру інформації про злочини.
В Естонії штучний інтелект використовується в електронному уряді, щоб зробити його більш автоматизованим і безперебійним. Віртуальний помічник допоможе громадянам у будь-якій взаємодії з урядом. Автоматизовані та проактивні служби надають послуги громадянам у ключових подіях їхнього життя (включаючи народження, важку втрату, безробіття, . . .). Одним із прикладів є автоматична реєстрація немовлят, коли вони народжуються. Естонська система X-Road також буде перебудована, щоб включити ще більше контролю за конфіденційністю та підзвітності щодо використання урядом даних громадян.
У Коста-Риці досліджено можливу цифровізацію діяльності з державних закупівель (тобто тендери на громадські роботи, …). У документі, в якому обговорюється така можливість, згадується, що використання ICT у закупівлях має ряд переваг, таких як підвищення прозорості, полегшення цифрового доступу до публічних тендерів, зменшення прямої взаємодії між посадовими особами із закупівель і компаній у моменти високого ризику доброчесності, збільшення охоплення та конкуренції та полегшення виявлення порушень.
Окрім використання електронних тендерів для регулярних громадських робіт (будівництво будівель, доріг, …), електронні тендери також можна використовувати для проєктів лісовідновлення та інших проєктів по відновленню вуглецевих поглиначів. Проєкти відновлення поглиначів вуглецю можуть бути частиною національно визначених планів для досягнення цілей національної Паризької угоди
Також можна використовувати програмне забезпечення для аудиту державних закупівель. У деяких країнах аудит проводиться після отримання субсидій.
Деякі державні установи надають системи відстеження послуг, які вони пропонують. Прикладом є відстеження заяв громадян (наприклад, для отримання водійських прав).
Деякі державні служби використовують систему відстеження проблем, щоб слідкувати за поточними проблемами.

### Справедливість за алгоритмом
Рішення суддів в Австралії підтримуються програмним забезпеченням «Split Up» для визначення відсотка при поділі майна після розлучення.
Програмне забезпечення COMPAS використовується в судах США для оцінки ризику рецидиву.
Згідно з заявою Пекінського Інтернет-суду, Китай є першою країною, яка створила інтернет-суд або кіберсуд. Китайський суддя зі штучним інтелектом — це віртуальна рекреація справжньої жінки-судді. Вона «допомагатиме суддям виконувати повторювану основну роботу, включаючи прийняття судових розглядів, що дасть можливість професійним практикам краще зосередитися на своїй судовій роботі».
Також Естонія планує використовувати штучний інтелект для вирішення дрібних позовів на суму менше ніж 7000 євро.
Юрботи можуть виконувати завдання, які зазвичай виконують помічники юристів або молоді співробітники юридичних фірм. Однією з таких технологій, що використовуються юридичними фірмами США для надання допомоги в юридичних дослідженнях, є ROSS Intelligence, а інші відрізняються складністю та в залежності від сценарних алгоритмів. Ще одна програма чат-бот для надання юридичних послуг — DoNotPay.

### Штучний інтелект в освіті
Через пандемію COVID-19 у 2020 році проведення випускних іспитів у очному форматі було неможливим для тисяч студентів. Державна середня школа Westminster High використовувала алгоритми для визначення оцінок. У зв'язку з пандемією міністерство освіти Великої Британії також використовувало статистичні обчислення для визначення остаточних оцінок для іспитів рівня A.
Окрім використання для оцінювання, програмні системи та штучний інтелект також оптимізують курсову роботу та використовуються під час підготовки до вступних іспитів до коледжу.
Інтелектуальні помічники, створені за допомогою ШІ, розробляються та використовуються для навчання (наприклад віртуальний помічник викладача під назвою Джил Уотсон, що розроблена в Технічному університеті Джорджії), а також тривають дебати про те, чи можна повністю замінити вчителів системами штучного інтелекту (наприклад в домашньому навчанні).

### Штучний інтелект у політиці
У 2018 році активіст, на ім'я Мічіхіто Мацуда, балотувався на пост міського голови в районі міста Тама в Токіо як посередник для програми штучного інтелекту. У той час як на передвиборчих плакатах та передвиборчих матеріалах використовувався термін «робот» і зображалися зображення жіночого андроїда, «AI мер» насправді був алгоритмом машинного навчання, навченим за допомогою наборів даних міста Тама. Проєкт підтримали високопоставлені керівники Тецузо Мацумото з Softbank і Норіо Муракамі з Google. Мічіхіто Мацуда посів третє місце на виборах, зазнавши поразки від Хіроюкі Абе. Організатори стверджували, що «міський голова» був запрограмований аналізувати звернення громадян, подані до міської ради, більш чесно й обдумано ніж люди.
У 2019 році чат-бот з назвою SAM на основі штучного інтелекту взяв участь в обговореннях у соціальних мережах, пов'язаних з виборчою гонкою в Новій Зеландії. Творець SAM Нік Геррітсен вважає, що SAM буде достатньо просунутим, щоб балотуватися як кандидат до кінця 2020 року, коли в Новій Зеландії відбудуться наступні загальні вибори.

### Управління інфекцією
У лютому 2020 року Китай запустив мобільний додаток для боротьби зі спалахом коронавірусу під назвою «детектор близьких контактів». Користувачів просять ввести своє ім'я та ідентифікаційний номер. Додаток здатний виявляти «близький контакт» за допомогою даних спостереження (наприклад, за допомогою записів громадського транспорту, включаючи потяги та авіарейси) і, отже, потенційний ризик зараження. Кожен користувач також може перевірити статус трьох інших користувачів. Щоб зробити цей запит, користувачі сканують код швидкої відповіді (QR) на своїх смартфонах за допомогою таких програм, як Alipay або WeChat. Доступ до детектора близьких контактів можна отримати через популярні мобільні програми, включаючи Alipay. Якщо виявлено ризик інфікування, додаток не лише рекомендує самоізолюватися, але й попереджує місцеві органи охорони здоров'я.
Alipay також має код здоров'я Alipay, який використовується для забезпечення безпеки громадян. Ця система генерує QR-код одного з трьох кольорів (зелений, жовтий або червоний) після того, як користувачі заповнять форму на Alipay з особистими даними. Зелений код дозволяє власнику пересуватися без обмежень. Жовтий код вимагає від користувача залишатися вдома протягом семи днів, а червоний означає двотижневий карантин. У деяких містах, таких як Ханчжоу, стало майже неможливо пересуватися, не показавши свій код Alipay.
У Каннах (Франція) програмне забезпечення для моніторингу було використано на кадрах, знятих камерами відеоспостереження, що дозволяє контролювати дотримання ними місцевого соціального дистанціювання та носіння масок під час пандемії COVID-19. Система не зберігає ідентифікаційні дані, а дає змогу сповіщати міську владу та поліцію про порушення правил носіння маски(дозволяючи за потреби штрафувати). Алгоритми, що використовуються програмним забезпеченням моніторингу, можуть бути включені в наявні системи спостереження в громадських місцях (лікарні, вокзали, аеропорти, торгові центри, …)
Дані мобільних телефонів використовуються для виявлення інфікованих пацієнтів у Південній Кореї, Тайвані, Сінгапурі та інших країнах. У березні 2020 року уряд Ізраїлю дозволив службам безпеки відстежувати дані мобільних телефонів людей, які імовірно хворіли на коронавірус. Захід вжито для дотримання карантину та захисту тих, хто може вступити в контакт з інфікованими громадянами. Також у березні 2020 року Deutsche Telekom поділився даними мобільних телефонів з федеральним урядовим агентством, Інститутом Роберта Коха, з метою дослідження та запобігання поширенню вірусу. Росія запровадила технологію розпізнавання облич для виявлення порушників карантину. Італійський регіональний комісар з питань охорони здоров'я Джуліо Галлера заявив, що «40% людей все одно продовжують пересуватися», як йому повідомили оператори мобільного зв'язку. У США, Європі та Великій Британії компанія Palantir Technologies відповідає за надання послуг відстеження COVID-19.

### Запобігання та ліквідація екологічних катастроф
Багато з екологічних катастроф можливо виявити за допомогою систем штучного інтелекту. Наприклад, цунамі можна виявити за допомогою систем попередження про цунамі, що можуть використовувати штучний інтелект. За допомогою ШІ можливо передбачити повені, області розмноження сарани, що може допомогти зупинити цілі зграї на ранній стадії, лісові пожежі (за допомогою супутникових даних, аерофотознімків та місцеперебування персоналу).. У випадку лісових пожеж ШІ також може допомогти з евакуацією людей.

## Переваги
Передбачається, що більш точні дані, зібрані від громадян за допомогою їхніх розумних пристроїв та комп'ютерів, будуть використовуватися для ефективнішої організації життя людини як колективу. За оцінками Deloitte у 2017 році, автоматизація роботи уряду США могла б заощадити 96,7 мільйонів федеральних годин на рік з потенційною економією в 3,3 мільярда доларів; за найкращих обставин економія може сягати 1,2 мільярда годин, та 41,1 мільярда доларів на рік.

## Критика
Існують потенційні ризики, пов'язані з використанням алгоритмів в уряді. До них належать упередженість алгоритмів, недостатня прозорість у тому, як алгоритм приймає рішення, та відповідальність за будь-які такі рішення.
Також існує серйозне занепокоєння щодо того, що регульовані сторони зможуть зловживати алгоритмами задля махінацій. Прозорість при прийнятті рішень за допомогою алгоритмічного управління сприятиме спробам маніпулювати результатами на свою користь і навіть використовувати шкідливе машинне навчання. За словами Харарі, конфлікт між демократією та диктатурою розглядається як конфлікт двох різних систем обробки даних — AI та алгоритми можуть схилити перевагу в бік останніх, обробляючи величезні обсяги інформації централізовано.
У 2018 році Нідерланди використовували алгоритмічну систему SyRI (Systeem Risico Indicatie) для виявлення громадян, які з високою ймовірністю могли скоїти шахрайства у сфері соціального забезпечення. Незабаром ця система повідомила слідчим про тисячі підозрюваних людей. Це викликало громадський протест. Окружний суд Гааги закрив SyRI, посилаючись на статтю 8 Європейської конвенції з прав людини (ЄКПЛ).
Автори документального фільму iHuman 2019 року висловили побоювання щодо «нескінченно стабільних диктатур», створених урядовим штучним інтелектом.
У 2020 році алгоритми, які призначають оцінки за іспити студентам у Великій Британії, викликали відкритий протест під лозунгом «До біса алгоритм». Протест пройшов успішно, і оцінки були скасовані.
У 2020 році урядове програмне забезпечення США ATLAS, яке працює в хмарному середовищі Amazon Cloud, викликало обурення в активістів і співробітників Amazon.
У 2021 році Eticas Foundation опублікувала базу даних урядових алгоритмів під назвою Observatory of Algorithms with Social Impact (OASI).

#### Необ'єктивність та прозорість
Використання алгоритмів з відкритим кодом є одним із підходів щодо забезпечення прозорості. Програмний код можна розглянути та запропонувати покращення за допомогою засобів розміщення початкового коду.

### Громадське визнання
Опитування 2019 року, проведене центром інновацій університету IE в Іспанії, показало, що 25 % громадян з обраних європейських країн були частково або повністю за те, щоб дозволити ШІ приймати важливі рішення про те, як керувати їхньою країною. У наступній таблиці наведено результати за країнами:
| Країна          | Відсоток |
| --------------- | -------- |
| Франція         | 25 %     |
| Німеччина       | 31 %     |
| Ірландія        | 29 %     |
| Італія          | 28 %     |
| Нідерланди      | 43 %     |
| Португалія      | 19 %     |
| Іспанія         | 26 %     |
| Велика Британія | 31 %     |

Дослідники знайшли деякі докази того, що, коли громадяни бачать своїх політичних лідерів або служби безпеки ненадійними, розчаровуючими або аморальними, вони вважають за краще замінити їх штучними агентами, яких вони вважають більш надійними. Такі дані були отримані за допомогою опитування студентів усіх гендерів.

## У масовій культурі
Романи Daemon та Freedom™ Даніеля Суареса описують вигаданий сценарій глобального алгоритмічного регулювання.